# Ilia Gruev (Fußballspieler, 2000)
Ilia Iliev Gruev (bulgarisch Илия Илиев Груев, deutsche Transkription: Ilija Iliew Gruew; * 6. Mai 2000 in Sofia) ist ein bulgarisch-deutscher Fußballspieler. Der defensive Mittelfeldspieler spielte seit seiner Jugend bei Rot-Weiß Erfurt und Werder Bremen, wechselte Ende August 2023 zu Leeds United und ist bulgarischer Nationalspieler.

## Familie
Gruev wurde als Sohn des Fußballprofis Ilia Gruev (* 1969) in der bulgarischen Hauptstadt Sofia geboren. Wenige Wochen nach seiner Geburt zog die Familie nach Deutschland, da sein Vater zum MSV Duisburg wechselte. Nach dem Wechsel seines Vaters zum FC Rot-Weiß Erfurt wuchs Gruev in Erfurt auf. Dort war sein Vater nach dem Ende seiner Profikarriere im Jahr 2006 noch bis 2009 als Jugendtrainer tätig. Er besitzt neben der bulgarischen auch die deutsche Staatsangehörigkeit.

## Karriere

### Verein
Gruev begann beim FC Rot-Weiß Erfurt mit dem Fußballspielen und wechselte zur Saison 2015/16 in das Nachwuchsleistungszentrum von Werder Bremen. Dort gehörte er in seinem ersten Jahr den B2-Junioren (U16) in der zweitklassigen B-Junioren-Regionalliga Nord an. Zur Saison 2016/17 rückte der defensive Mittelfeldspieler zu den B1-Junioren (U17) in der B-Junioren-Bundesliga auf. Dort absolvierte Gruev 25 von 26 Spielen (alle in der Startelf) und trug drei Tore zum Gewinn der Meisterschaft in der Staffel Nord/Nordost bei. In der Endrunde um die gesamtdeutsche Meisterschaft spielte Gruev in beiden Halbfinals und im Finale gegen den FC Bayern München, das jedoch verloren ging. Anschließend war Gruev in den Spielzeiten 2017/18 und 2018/19 mit den A-Junioren (U19) in der A-Junioren-Bundesliga aktiv, in seinem letzten Juniorenjahr als Mannschaftskapitän.
Zur Saison 2019/20 unterschrieb Gruev einen Profivertrag bei den Hanseaten. Sein Vater Ilia wurde gleichzeitig bei den Profis Co-Trainer von Florian Kohfeldt. In der Folge durfte Gruev regelmäßig mit dem Bundesligateam trainieren und wurde fünfmal in den Spieltagskader nominiert, ohne jedoch eingesetzt zu werden. Der defensive Mittelfeldspieler sammelte daher in der zweiten Mannschaft in der viertklassigen Regionalliga Nord Spielpraxis und kam 15-mal zum Einsatz (zwei Tore).
Nach diversen Bundesligaspielen als ungenutzter Einwechselspieler zum Beginn der Saison 2020/21 debütierte Gruev am 23. Dezember 2020 im DFB-Pokal für das Profiteam, als er beim 3:0-Sieg im Achtelfinale gegen Hannover 96 kurz vor dem Spielende eingewechselt wurde. Sein erster Bundesligaeinsatz folgte am 16. Januar 2021. Bis zum Saisonende folgte noch ein weiterer Pokaleinsatz. Da die Regionalliga-Spielzeit aufgrund der COVID-19-Pandemie ab November 2020 nicht mehr fortgeführt werden konnte, konnte er dort nur in vier Spielen Spielpraxis sammeln. Am Saisonende stiegen die Werder-Profis in die 2. Bundesliga ab.
In der Saison 2021/22 kam Gruev unter dem neuen Cheftrainer Markus Anfang ab dem 8. Spieltag regelmäßig in der Startelf zum Einsatz. Seinen Startelfplatz behielt er auch am 14. und 15. Spieltag unter den Interimstrainern Danijel Zenkovic und Christian Brand. Anschließend übernahm Ole Werner die Mannschaft, der auf seiner Position auf Christian Groß setzte und in dieser Formation 7 Spiele in Folge gewann. Gruev kam fortan meist als Joker zum Einsatz. Er beendete die Saison mit 26 Zweitligaeinsätzen (11-mal von Beginn), in denen er ein Tor erzielte. Mit der Mannschaft stieg er auf dem 2. Platz direkt wieder in die Bundesliga auf.
Vor der Saison 2022/23 verlängerte Gruev seinen Vertrag.
Ende August 2023 wechselte er nach England zum Zweitligisten Leeds United.

### Nationalmannschaft
Gruev kam im September und Oktober 2016 zu drei Einsätzen für die bulgarische U17-Nationalmannschaft und erzielte ein Tor. Im Januar 2017 folgten fünf Spiele mit der U18. Im November 2017 kam Gruev zweimal für die U19 zum Einsatz. Aufgrund des Reisestresses und der Doppelbelastung mit den Vereinsspielen entschied sich der 17-Jährige vorerst gegen weitere Länderspieleinsätze.
Seit März 2021 ist Gruev in der U21-Nationalmannschaft aktiv. Im September 2022 debütierte er in der A-Nationalmannschaft.

## Erfolge
- Aufstieg in die Bundesliga: 2022
- Meister der B-Junioren-Bundesliga Nord/Nordost: 2017